# Tisarbaden och Toskabäcken
Tisarbaden och Toskabäcken är en fritidshusbebyggelse vid sjön Tisarens norra strand, vid gränsen mellan Askersunds och Hallsbergs kommuner. Från 2015 avgränsar SCB här en småort.